# Xylophanes lamontagnei
Xylophanes lamontagnei là một loài bướm đêm thuộc họ Sphingidae. Nó được tìm thấy ở Venezuela, Ecuador và Peru.
Nó giống như Xylophanes ceratomioides.